# لیلاند پی۷۶

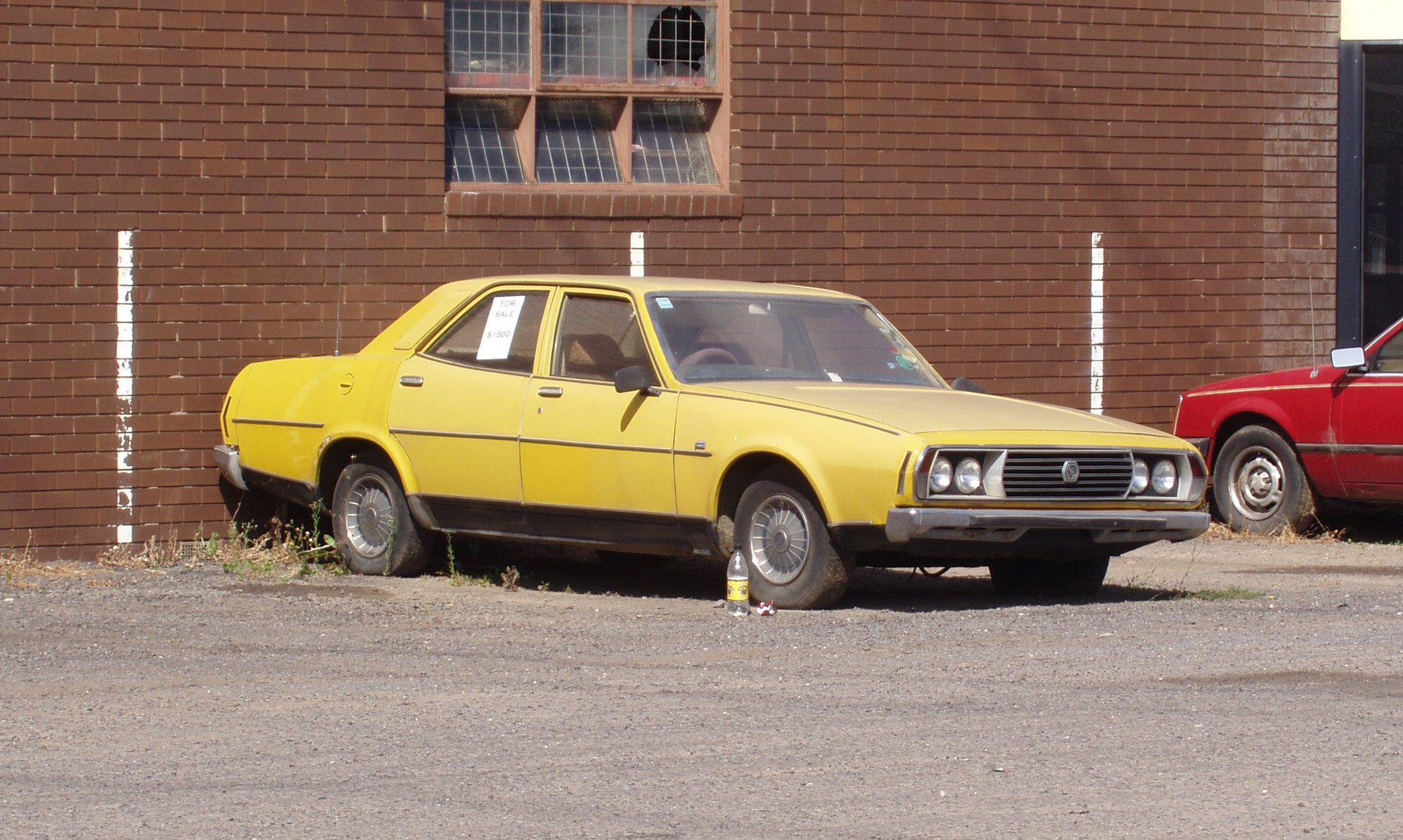

لیلاند پی۷۶ (Leyland P۷۶) خودرویی است که در سال‌های ۱۹۷۳–۱۹۷۵۱۸،۰۰۷ producedتولید شده‌است. 
این خودرو در کلاس خودرو سایز بزرگ قرار گرفته، طول آن در حالت طبیعی ۱۹۲ اینچ (۴٬۹۰۰ میلیمتر)، عرض آن در حالت طبیعی ۶۳٫۲۵ اینچ (۱٬۶۰۷ میلیمتر) و ارتفاع آن در حالت طبیعی ۵۴٫۸۷ اینچ (۱٬۳۹۴ میلیمتر) است. 